# Mira Furlan
Mira Furlan (Zagreb, 7. rujna 1955. – Los Angeles, 20. siječnja 2021.) bila je jugoslavenska, hrvatska i američka filmska, kazališna i televizijska glumica i politička aktivistica. Glumila je u američkim televizijskim serijama Babylon 5 i Izgubljeni.

## Životopis
Majka joj je bila Hrvatica židovske vjeroispovijesti, dok joj je otac bio hrvatskoga s majčine i slovensko-furlanskoga porijekla s očeve strane. Baka s majčine strana bila je Srpkinja, a djed bosanski Židov. Furlan se, pak, u mladosti izjašnjavala kao Jugoslavenka. Isprva je bila glumica Hrvatskoga narodnog kazališta u Zagrebu, a 1980-ih postala je poznata kao filmska glumica. Istaknula se ulogama u filmovima Kiklop (1982.) Antuna Vrdoljaka, U raljama života (1984.) i Za sreću je potrebno troje (1986.) Rajka Grlića te Lepoti poroka (1986.) Živka Nikolića. Od početka 1990-ih živjela je u SAD-u gdje je glumila u TV-serijama Babylon 5 i Izgubljeni.
Njezin suprug, srpski redatelj Goran Gajić, također je radio na seriji Babylon 5.
Furlan je bila aktivna u jugoslavenskom feminističkom pokretu 1980-ih.
Krajem 1980-ih putovala je između Zagreba i Beograda, gdje je živio njezin suprug, kako bi glumila u kazališnim predstavama u oba grada. Početkom Domovinskog rata 1991. godine Hrvatsko narodno kazalište u Zagrebu otpustilo ju je zbog odbijanja napuštanja beogradskog kazališta. Nakon kampanje javnog blaćenja s vrlo sličnim nepotpisanim člancima u nekoliko hrvatskih novina i tjednika napuštaju je kolege i prijatelji, a dobiva i anonimne prijetnje. U studenom 1991. godine, s onim što su mogli ponijeti Furlan i Gajić napuštaju Hrvatsku i Srbiju i sele se u New York. Nezakonito joj je oduzet stan u Zagrebu 1992. koji je vraćen tek nakon nakon 16 godina.
Preminula je u Los Angelesu 20. siječnja 2021. godine u 66. godini života od posljedica zaraze virusom Zapadnog Nila nakon uboda komarca.

## Zanimljivosti
- Jedina knjiga koju je ponijela sa sobom "u svoj novi život u Americi" bila je Gramatika španjolskog jezika Vojmira Vinje koji joj je bio profesor na Filozofskom fakultetu u Zagrebu.[18]

## Filmografija

### Televizijske uloge
- "Velo misto" kao Kate (1980. – 1981.)
- "Nepokoreni grad" kao Zdenka (1982.)
- "Čelična komora Zürich" kao Nina Lončar (1983.)
- "Kiklop" kao Enka (1983.)
- "To nije moj život, to je samo privremeno" (1985.)
- "Smogovci" kao Mira (1982. – 1986.)
- "Priče iz fabrike" (1986.)
- "Putovanje u Vučjak" kao Eva Horvatek (1986. – 1987.)
- "Vuk Karadžić" kao Petrija (1987. – 1988.)
- "Drugarica ministarka" kao Zdenka (1989.)
- "Tuđinac" (1990.)
- "Sarajevske priče" kao Milena Gazivoda (1991.)
- "Bolji život" kao Finka Pašalić (1990. – 1991.)
- "Spiderman: Animirana serija" kao Silver Sable (1997.)
- "Babylon 5" kao Delenn (1994. – 1998.)
- "Sheena, kraljica džungle" kao Yoka Laneesh (2001.)
- "Izgubljeni" kao Danielle Rousseau (2004. – 2008.; 2010.)
- "Noćni vrebač" kao Marlene Shields (2006.)
- "Vratiće se rode" kao Jagoda (2008.)
- "NCIS" kao Dina Rici (2009.)
- "Najbolje godine" kao Violeta (2010.)
- "Zakon i red: Los Angeles" kao Maria Olsen (2010.)
- "Just Add Magic" kao putnica (2015.)

### Filmske uloge
- "Prijeđi rijeku ako možeš" kao Julija (1977.)
- "Istarska rapsodija" (1978.)
- "Novinar" kao Vera (1979.)
- "Ljubica" (1979.)
- "Rano sazrijevanje Marka Kovača" (1981.)
- "Kiklop" kao Enka (1982.)
- "Dječak i zec" (1983.)
- "Prestrojavanje" (1983.)
- "Dundo Maroje" kao Petrunjela (1983.) – TV-kazališna predstava
- "Pismo-glava" kao Finka (1983.)
- "U raljama života" kao Marijana (1984.)
- "Zadarski memento" kao Karmela (1984.)
- "Horvatov izbor" kao Eva (1985.)
- "Ćao inspektore" kao Ruža (1985.)
- "Otac na službenom putu" kao Ankica Vidmar (1985.)
- "Obisk" (1985.)
- "Za sreću je potrebno troje" kao Zdenka Robić (1985.)
- "Od zlata jabuka" kao Mirjana (1986.)
- "Ljepota poroka" kao Jaglika (1986.)
- "Spadijer-jedan život" kao Zdravka (1986.)
- "Dom Bergmanovih" kao Laura (1987.)
- "Osuđeni" kao Mira (1987.)
- "Ljubavi Blanke Kolak" kao Blanka (1987.)
- "Za sada bez dobrog naslova" (1988.)
- "Špijun na štiklama" kao Vesna Logan (1988.)
- "Put na jug" kao Bessi (1988.)
- "Braća po materi" kao Vranka (1988.)
- "Sjever i jug" kao Beti (1988.)
- "Poltron" kao Milena Krtalić (1989.)
- "Bunker Palace Hotel" (1989.)
- "Stela" kao Lucija (1990.)
- "Gluvi barut" kao Janja (1990.)
- "Video jela, zelen bor" kao Jovanka (1991.)
- "Babylon 5: Okupljanje" kao Delenn (1993.)
- "Moja Antonia" kao gospođa Shimerda (1995.)
- "Crni zmajevi" kao pripovjedačica (1996.)
- "Babylon 5: U početku" kao Delenn (1998.)
- "Babylon 5: Treći prostor" kao Delenn (1998.)
- "Diši duboko" kao Lila (2004.)
- "Izvinjenje" kao Jacqueline Slateman (2007.)
- "Turneja" kao Sonja (2008.)
- "Cirkus Columbia" kao Lucija (2010.)
- "Ostavljeni" kao Cica (2010.)
- "Preživjela ja" kao Jacqueline Slateman (2010.)
- "Burning at Both Ends" kao Agnes (2017.)

### Videoigre
- "Payday 2" kao The Butcher (Mesar) (2015.)

## Djela
- Voli me više od svega na svijetu (eng. Love Me More than Anything in the World), 2021.

## Vanjske poveznice
- Službene stranice Mire Furlan
- Mira Furlan u internetskoj bazi filmova IMDb-u (engl.)